# Мічурінський провулок (Житомир)
Мічурінський провулок — провулок у Корольовському районі міста Житомира.

## Характеристики
Розташований на теренах історичного району Путятинка, у місцевості, відомій як Левківка. Бере початок від вулиці Корольова. Прямує на південний схід. Завершується глухим кутом. Забудова провулка представлена житловими будинками садибного типу.    

## Історія
Виник до середини XIX століття. Показаний на плані 1852 року як проїзд між садибами. Зафіксований на трьохверстовці Шуберта початку другої половини XIX століття. На плані 1915 року показаний як Левківський 1-й провулок. Також відомий як Левківський Глухий провулок. У 1943 році названий провулок Котляревського. Чинна назва з кінця 1950-х років. Забудова провулка сформувалася до 1960-х років.        